# VR Bank Nord
Die VR Bank Nord eG mit Sitz in Flensburg ist ein Kreditinstitut im Norden Schleswig-Holsteins.

## Organisationsstruktur
Die VR Bank Nord eG ist eine Genossenschaftsbank. Rechtsgrundlagen sind das Genossenschaftsgesetz und die durch die Generalversammlung erlassene Satzung. Organe der Bank sind der Vorstand, der Aufsichtsrat und die Generalversammlung.

## Geschäftsausrichtung
Die VR Bank Nord eG betreibt das Universalbankgeschäft. Im Verbundgeschäft arbeitet sie mit der DZ Bank, R+V Versicherung, Bausparkasse Schwäbisch Hall, Teambank, VR Leasing und der Union Investment zusammen. Über ihre Tochtergesellschaft VR Immobilien Gesellschaft mbH ist die VR Bank Nord eG im Immobiliengeschäft tätig.

## Geschäftsgebiet und Geschäftsstellen
Das Geschäftsgebiet der VR Bank Nord eG umfasst den nördlichen Teil des Kreises Nordfriesland ohne die vorgelagerten Inseln Amrum, Föhr und Sylt sowie einen Teil des Kreises Schleswig-Flensburg.
Insgesamt ist die VR Bank Nord eG an 23 Bank-Standorten vertreten, darunter 16 personenbesetzte Filialen.
| - Bredstedt - Breklum (SB-Stelle) - Flensburg (Hauptstelle) - Glücksburg (SB-Stelle) - Husby - Jübek - Ladelund (SB-Stelle) - Langenhorn - Leck - Mittelangeln-Satrup - Neukirchen (SB-Stelle) - Niebüll | - Risum-Lindholm - Schafflund - Schleswig (Königstraße, Verwaltungssitz) - Schleswig (Stadtweg) - Silberstedt - Sörup - Süderlügum - Tarp - Treia (SB-Stelle) - Wanderup (SB-Stelle) - Wees |

## Geschichte

Historisches Logo (2001 bis 2013)

Historisches Logo (2013 bis 2018)

Die VR Bank Nord eG in ihrer heutigen Form entstand im Jahr 2018 aus der Fusion der VR Bank eG mit Sitz in Niebüll und der VR Bank Flensburg-Schleswig eG mit Sitz in Schleswig.
Die VR Bank eG in Niebüll entstand ihrerseits zum 1. Januar 2001 aus der Fusion der Raiffeisenbank Südtondern/Bredstedt-Land eG und der Volksbank eG Niebüll, welche beide ihren Sitz in Niebüll hatten.

### Raiffeisenbank Südtondern/Bredstedt-Land eG
Die Raiffeisenbank Südtondern/Bredstedt-Land eG entstand aus einer Vielzahl von Vorgängerinstituten; im Wesentlichen basiert ihre Geschichte jedoch auf zwei Linien, die sich im Jahr 1996 zur Raiffeisenbank Südtondern/Bredstedt-Land eG vereinigten:

#### Raiffeisenbank Südtondern eG
Die Raiffeisenbank Südtondern eG wurde im Jahr 1911 als Spar- und Darlehnskasse eGmuH Süderlügum gegründet und bildet als bei allen späteren Fusionen übernehmende Genossenschaft die Urzelle der heutigen VR Bank. Im Jahr 1966 wurde die Haftungsform der Bank von der unbeschränkten in die beschränkte Haftung geändert. 1969 erfolgte die erste Fusion der Bank: Die im Jahr 1934 gegründete Spar- und Darlehnskasse Ladelund schloss sich der Spar- und Darlehnskasse Süderlügum an. Bereits ein Jahr später, 1970, folgte die Spar- und Darlehnskasse Uphusum. Mit Wirkung zum 1. Januar 1978 wurde die Firmierung in Raiffeisenbank eG Süderlügum geändert. Zum 1. Januar 1985 folgte der Zusammenschluss mit der Raiffeisenbank Wiedingharde eG mit Sitz in Neukirchen, welche 1903 als Spar- und Darlehnskasse eGmuH Neukirchen gegründet und 1973 in Raiffeisenbank Wiedingharde eG umbenannt worden war.
Rückwirkend zum 31. Dezember 1986 wurde die Fusion mit der Raiffeisenbank eG Leck (siehe unten) beschlossen. Im Jahr 1990 schlossen sich die Raiffeisenbank Süderlügum eG in Süderlügum und die Raiffeisenbank Bökingharde eG in Niebüll (siehe unten) zur Raiffeisenbank Südtondern eG mit Sitz in Süderlügum zusammen. Im Jahr 1996 erfolgte schließlich die Fusion der Raiffeisenbank Südtondern eG in Süderlügum mit der Raiffeisenbank Bredstedt/Land eG in Breklum zur Raiffeisenbank Südtondern/Bredstedt-Land eG. Als Sitz der fusionierten Bank wurde Niebüll bestimmt.

##### Raiffeisenbank eG Leck
Die Raiffeisenbank eG Leck entstand 1968 aus der Zusammenlegung den Spar- und Darlehnskassen Stadum (gegr. 1907), Klixbüll (gegr. 1934) und Achtrup (gegr. 1937). Übernehmendes Institut war seinerzeit die Spar- und Darlehnskasse Stadum, welche ihren Sitz nach Leck verlegte und sich zunächst in Spar- und Darlehnskasse eGmbH Leck und später in Raiffeisenbank eG Leck umbenannte. In der Spar- und Darlehnskasse Stadum war bereits 1953 die 1934 gegründete Spar- und Darlehnskasse Sprakebüll aufgegangen.

##### Raiffeisenbank Bökingharde eG
Die Raiffeisenbank Bökingharde eG mit Sitz in Niebüll geht auf die im Jahr 1914 gegründete Spar- und Darlehnskasse eGmuH Deezbüll zurück. Im Jahr 1960 wurde sowohl die Haftungsform als auch die Firmierung in Spar- und Darlehnskasse eGmbH Niebüll geändert. 1970 folgte die Fusion mit der 1919 gegründeten Spar- und Darlehnskasse Risum-Lindholm, in der bereits 1964 die Spar- und Darlehnskasse Oster-Schnatebüll (gegr. 1924) aufgegangen war, und damit die Umbenennung in Spar- und Darlehnskasse Bökingharde eG. 1972 wurde in einer weiteren Strukturmaßnahme die Spar- und Darlehnskasse Fahretoft (gegr. 1896) übernommen, welche auch die im Jahr 1963 übernommene Spar- und Darlehnskasse Langeneß (gegr. 1937) umfasste. Im Rahmen der bundesweiten Umfirmierung des Genossenschaftssektors wurde die Bank 1979 in Raiffeisenbank Bökingharde eG umbenannt.

#### Raiffeisenbank Bredstedt/Land eG
Die Ursprünge der Raiffeisenbank Bredstedt/Land eG liegen in der 1902 gegründeten Spar- und Darlehnskasse Breklum. Auch der weitere zeitliche Verlauf der Spar- und Darlehnskasse in Breklum ist durch zahlreiche Zusammenschlüsse mit anderen Genossenschaften, aber auch anderen Unternehmen, geprägt. So wurde im Jahr 1927 die Ein- und Verkaufsgenossenschaft Struckum durch Fusion übernommen, welche aus einer Ende der 1880er Jahre gegründeten Struckumer Dampf-Dreschmaschinengenossenschaft entstanden war.
Im Jahr 1935 wurde die Spar- und Leihkasse Breklum durch die Spar- und Darlehnskasse Breklum übernommen. Bei der Spar- und Leihkasse handelte es sich um eine Ende 1874 durch einige Bauern gegründete Aktiengesellschaft, welche im Jahr 1900 in eine GmbH umgewandelt wurde. Im Oktober 1935 verlangte der Staatskommissar für das Kreditwesen die Auflösung der Spar- und Leihkasse. Durch die Gesellschafterversammlung wurde daher die Verschmelzung mit der Spar- und Darlehnskasse Breklum beschlossen.
Die nächsten Fusionen erfolgten erst im Jahr 1970: Die am 15. April 1897 gegründete Spar- und Darlehnskasse Drelsdorf schloss sich zum 1. Januar 1970 der Spar- und Darlehnskasse Breklum an; die Spar- und Darlehnskasse Bordelum folgte zum 1. April 1970. Ebenfalls im Jahr 1970 wurde eine Geschäftsstelle im Stadtkern von Bredstedt eröffnet.
Im Jahr 1972 erfolgte die Umfirmierung in Raiffeisenbank eG Breklum sowie der Zusammenschluss mit der Spar- und Darlehnskasse Langenhorn (gegr. 1925). Zum 1. Januar 1979 wurde die Fusion mit der Raiffeisenbank eG Ahrenshöft-Bohmstedt beschlossen, welche ihrerseits 1964 aus den Spar- und Darlehnskassen Ahrenshöft (gegr. 1910) und Bohmstedt (gegr. 1924) hervorgegangen war.
1990 erfolgte die Fusion der Raiffeisenbank eG Breklum mit der Raiffeisenbank Bargum-Joldelund eG zur Raiffeisenbank Bredstedt/Land eG. In diesem Zuge wurde der Sitz von Breklum nach Bredstedt verlegt. Die Raiffeisenbank Bargum-Joldelund eG war im Jahr 1981 aus dem Zusammenschluss der Raiffeisenbanken (vorm. Spar- und Darlehnskassen) Bargum (gegr. 1924) und Joldelund (gegr. 1919) entstanden.

### Volksbank eG, Niebüll
Die Volksbank eG in Niebüll wurde im Jahr 1885 als Niebüller Creditverein eGmuH gegründet und ist damit das älteste Ursprungsinstitut der heutigen VR Bank eG. Im Gegensatz zu den ländlichen Genossenschaften nach dem System Raiffeisen, wurde der Niebüller Creditverein nach dem System Schulze-Delitzsch gegründet. Am 17. November 1917 erfolgte die Umwandlung in eine Genossenschaft mit beschränkter Haftung. Im Zuge der Vereinheitlichung Schulze-Delitzscher Kreditgenossenschaften wurde am 29. März 1939 die Firmierung des Creditvereins in Volksbank Niebüll eGmbH geändert. Im Jahr 1958 eröffnete die Volksbank Niebüll eG eine Zweigstelle in Leck. Daneben wurden in den 1960er Jahren Zahlstellen in Risum-Lindholm, Dagebüll und Klanxbüll errichtet. Im Laufe des Jahres 1989 wurde die Fusion mit der Volksbank Bredstedt eG vorbereitet und mit Wirkung zum 1. Januar 1990 vollzogen. Der Name des vereinigten Instituts wurde auf Volksbank eG festgelegt. Der Sitz war Niebüll. Mit Wirkung zum 1. Januar 2001 wurde schließlich die Fusion mit der Raiffeisenbank Südtondern/Bredstedt-Land eG zur heutigen VR Bank eG mit Sitz in Niebüll vollzogen.

#### Volksbank Bredstedt eG
Die Volksbank Bredstedt eG wurde am 1. November 1892 als Creditverein zu Bredstedt e.G.m.u.H. ins Leben gerufen. Auf einer außerordentlichen Generalversammlung am 26. November 1921 wurde der Kreditverein in eine Genossenschaft mit beschränkter Haftung umgewandelt und die Firma gleichzeitig in Kreditbank zu Bredstedt e.G.m.b.H. geändert. Zum 1. Oktober 1930 wurden Zahlstellen in Bordelum, Struckum und Drelsdorf errichtet. Die Zahlstelle Bordelum wurde jedoch bereits Ende Januar 1931 wieder aufgegeben und stattdessen eine Zahlstelle in Sterdebüll eröffnet. Im März 1939 wurde, parallel zur Genossenschaft in Niebüll, der Name von Kreditbank in Volksbank zu Bredstedt e.G.m.b.H. geändert. Mit Inkrafttreten der Novelle zum Genossenschaftsgesetz musste die Firmierung ab 1. Januar 1974 Volksbank Bredstedt eG lauten.

### VR Bank eG, Niebüll

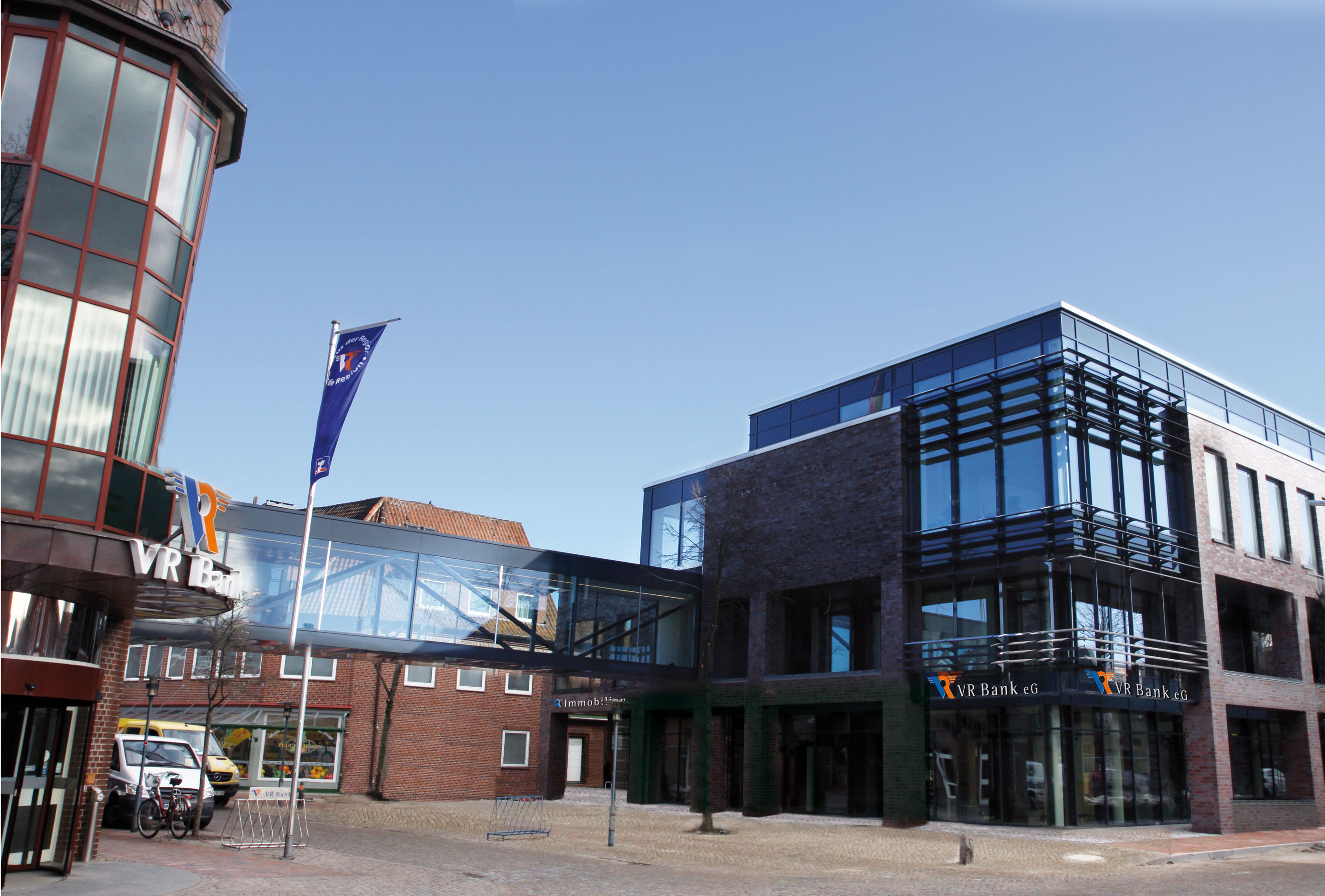
Filiale in Niebüll

Nach der zum 1. Januar 2001 erfolgten Fusion der Raiffeisenbank Südtondern/Bredstedt-Land eG und der Volksbank eG Niebüll zur VR Bank eG wurden im Laufe des Jahres 2001 die Geschäftsstellen Niebüll, Bredstedt, Langenhorn und Leck – hier unterhielten bis dahin beide Fusionspartner Filialen – jeweils zusammengelegt.
Im Jahr 2009 war eine Fusion mit der VR Bank Flensburg-Schleswig eG mit Sitz in Schleswig geplant. Während sich Vorstände und Aufsichtsräte beider Banken über die Fusionsbedingungen bereits einig waren, wurde die zur Zustimmung erforderliche Dreiviertelmehrheit auf zwei Vertreterversammlungen nicht erreicht. Weitere Fusionsbestrebungen wurden danach zunächst eingestellt.
Erst im Jahr 2018 wurde ein weiterer Anlauf zur Fusion mit der VR Bank Flensburg-Schleswig eG zur VR Bank Nord eG genommen. Im Mai 2018 haben die Vertreterversammlungen der Fusion zugestimmt. Die Eintragung in das Genossenschaftsregister ist am 18. September 2018 erfolgt.

### Stammbaum
Der Stammbaum der VR Bank Nord eG. Angegeben ist der zum Zeitpunkt der Verschmelzung geführte Name.
- VR Bank Nord eG, Flensburg (seit 2018)
  - VR Bank eG, Niebüll (2001 bis 2018)
    - Raiffeisenbank Südtondern-Bredstedt/Land eG, Niebüll (1996 bis 2001)
      - Raiffeisenbank Südtondern eG, Süderlügum (1990 bis 1996)
        - Raiffeisenbank eG, Süderlügum (1911 bis 1990)
          - Raiffeisenbank Wiedingharde eG, Neukirchen (1903 bis 1985)
          - Raiffeisenbank eG, Leck (1968 bis 1987)
            - Spar- und Darlehnskasse Stadum (1907 bis 1968)
              - Spar- und Darlehnskasse Sprakebüll (1934 bis 1953)

            - Spar- und Darlehnskasse Klixbüll (1934 bis 1968)
            - Spar- und Darlehnskasse Achtrup (1937 bis 1968)

          - Spar- und Darlehnskasse Uphusum (1925 bis 1970)
          - Spar- und Darlehnskasse Ladelund (1934 bis 1969)

        - Raiffeisenbank Bökingharde eG, Niebüll (1970 bis 1989)
          - Spar- und Darlehnskasse Niebüll (1914 bis 1970)
          - Spar- und Darlehnskasse Risum-Lindholm (1919 bis 1970)
            - Spar- und Darlehnskasse Oster-Schnatebüll (1924 bis 1964)

          - Spar- und Darlehnskasse Fahretoft (1896 bis 1972)
            - Spar- und Darlehnskasse Langeneß (1937 bis 1963)

      - Raiffeisenbank Bredstedt/Land eG, Bredstedt (1990 bis 1996)
        - Raiffeisenbank eG, Breklum (1902 bis 1990)
          - Raiffeisenbank Ahrenshöft-Bohmstedt eG, Bohmstedt (1964 bis 1978)
            - Spar- und Darlehnskasse Ahrenshöft (1910 bis 1964)
            - Spar- und Darlehnskasse Bohmstedt (1924 bis 1964)

          - Spar- und Darlehnskasse Langenhorn (1925 bis 1972)
          - Spar- und Darlehnskasse Bordelum (1912 bis 1970)
          - Spar- und Darlehnskasse Drelsdorf (1897 bis 1970)

        - Raiffeisenbank Bargum-Joldelund eG, Joldelund (1981 bis 1990)
          - Raiffeisenbank Bargum (1924 bis 1981)
          - Raiffeisenbank Joldelund (1919 bis 1981)

    - Volksbank eG, Niebüll (1990 bis 2001)
      - Volksbank Niebüll eG, Niebüll (1885 bis 1990)
      - Volksbank Bredstedt eG, Bredstedt (1892 bis 1990)

  - VR Bank Flensburg-Schleswig eG, Schleswig (2000 bis 2018)
    - Raiffeisenbank Schleswig eG, Schleswig (1996 bis 2000)
      - Raiffeisenbank Jübek-Tarp eG, Tarp (1987 bis 1996)
        - Raiffeisenbank eG, Jübek (1901 bis 1987)
          - Landwirtschaftlicher Bezugsverein eGmuH, Jübek (bis 1924)
          - Spar- und Darlehnskasse eGmuH, Bollingstedt (bis 1965)
          - Landwirtschaftliche Ein- und Verkaufsgenossenschaft eGmuH, Gammellund (bis 1965)
          - Spar- und Darlehnskasse Eggebek-Langstedt eGmbH, Eggebek (bis 1971)
          - Raiffeisenbank eG, Silberstedt (bis 1977)
          - Raiffeisenbank eG, Treia (bis 1985)

        - Raiffeisenbank Wanderup-Tarp eG, Tarp (1977 bis 1987)
          - Raiffeisenbank eG, Wanderup (1904 bis 1977)
          - Raiffeisenbank eG, Tarp, (1906 bis 1977)

        - Raiffeisenbank eG, Sieverstedt (1981 bis 1988)
          - Raiffeisenbank Stenderupau eG, Sieverstedt (1906 bis 1981)
          - Raiffeisenbank eG, Großsolt (1904 bis 1981)

        - Raiffeisen-Bezugsverein eG, Wanderup (bis 1988)
        - Raiffeisenbank eG, Havetoftloit (1915 bis 1989)
          - Landwirtschaftlicher Bezugsverein eGmuH, Havetoftloit (bis 1925)
          - Spar- und Darlehnskasse eGmuH, Hostrup (bis 1963)
          - Spar- und Darlehnskasse eGmbH, Groß-Rüde (bis 1970)

        - Raiffeisenbank eG, Schuby (1905 bis 1990)
          - Spar- und Darlehnskasse eGmbH, Dannewerk (bis 1964)
          - Spar- und Darlehnskasse eGmbH, Hüsby (bis 1969)
          - Raiffeisenbank eG, Ellingstedt (bis 1977)

        - Raiffeisen-Handelsgenossenschaft eG, Waren/Müritz (1990 bis 1996)
          - Raiffeisen-Handelsgenossenschaft Parchim eG, Parchim (bis 1993)
          - Raiffeisen-, Handels- und Dienstleistungsgenossenschaft (BHG) eG, Neuruppin (bis 1993)
          - Raiffeisen-Handelsgenossenschaft eG, Ribnitz-Damgarten (bis 1995)
          - Raiffeisen-Handelsgenossenschaft Rostock und Umgebung eG, Rostock (bis 1995)
          - Raiffeisen-Handelsgenossenschaft Perleberg und Umgebung eG, Perleberg (bis 1995)

      - Volksbank Sörup-Satrup eG (1995 bis 1999)
        - Volksbank eG, Sörup (1989 bis 1995)
          - Kreditbank Sörup Raiffeisen-Volksbank eG, Sörup (1977 bis 1989)
            - Kreditbank Sörup (Spar- und Darlehnskasse) eG, Sörup (1905 bis 1977)

        - Volksbank Satrup eG, Satrup (1904 bis 1995)
          - Spar- und Darlehnskasse Esmark eGmbH, Esmark (bis 1971)

    - Flensburger Volksbank eG, Flensburg (bis 2000)
      - Waren-Kredit-Gesellschaft Flensburg eG (bis 1986)

    - Raiffeisenbank eG, Flensburg (1993 bis 2004)
      - Raiffeisenbank eG, Husby (1903 bis 1993)
        - Raiffeisenbank eG, Freienwill (1901 bis 1984)

      - Raiffeisenbank eG, Schafflund (1905 bis 1993)
      - Raiffeisenbank eG, Glücksburg (1921 bis 1998)
        - Raiffeisenbank eG, Ringsberg (1903 bis 1981)

## HaGe VR Süderlügum

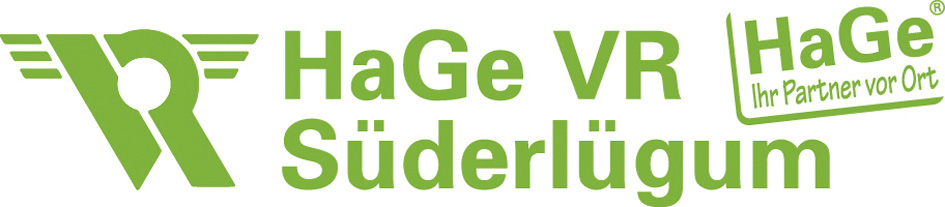
Logo der ehemaligen HaGe VR Süderlügum GmbH & Co. KG

Neben dem Bankgeschäft betrieb die VR Bank eG über die ehemalige HaGe VR Süderlügum GmbH & Co. KG (bis März 2013: Raiffeisen Süderlügum GmbH & Co. KG), eine gemeinsame Tochtergesellschaft der VR Bank eG und der HaGe Kiel, auch den Agrarhandel. Die Tochtergesellschaft wurde zum 1. Juli 2014 auf die HaGe Kiel verschmolzen. Die HaGe VR Süderlügum GmbH & Co. KG war an 15 Standorten, von denen sich einige auch außerhalb des Bank-Geschäftsgebietes der VR Bank eG befanden, vertreten.